# Hr1
hr1 est une radio publique allemande du groupe Hessischer Rundfunk.

## Histoire
Le programme évolue à partir des émissions de Radio Frankfurt, Sender der Amerikanischen Militärregierung. Après que le Landtag de Hesse adopte la création de Hessischen Rundfunk le 2 octobre 1948, Radio Frankfurt devient une radio sous administration allemande le 28 janvier 1949.
Avec l'arrivée de hr4 le 6 octobre 1986, les autres radios du groupe prennent le nom de hr1, hr2, hr3.
En novembre 2004, le programme ciblera les auditeurs de 40 à 60 ans. Ce nouveau programme suscite la critique, d'autant que le nombre d'auditeurs baisse.
Après la protestation des auditeurs, l'émission Der Tag qui devait être supprimée passe sur hr2-kultur puis est diffusée depuis juillet 2009 à 23 h sur Hr-info.

### Source de la traduction
- (de) Cet article est partiellement ou en totalité issu de l’article de Wikipédia en allemand intitulé « hr1 » (voir la liste des auteurs).